# Real Club Náutico de San Sebastián
El Real Club Náutico de San Sebastián (RCNSS) és un club nàutic situat en Sant Sebastià, Guipúscoa (País Basc). És un dels clubs més importants d'Espanya, juntament amb la resta de membres de l'Associació Espanyola de Clubs Nàutics (AECN), a la qual pertany.

## Història
Va ser fundat en 1896, i les seves primeres instal·lacions consistien en una gabarra ancorada en aigües de la badia de la Concha. En 1905 el club compra una antiga piscifactoria situada en el Passeig de la Concha i construeix allí la nova seu del club, projecte d'Aizpurúa i Labayen, considerat com a joia del racionalisme arquitectònic, que es converteix en la seu actual.
Entre els anys 1951 i 1955 el Real Club Nàutic de Sant Sebastià va organitzar la regata transoceànica l'Havana-Sant Sebastià i des de 1986 l'Armada Cup Race, que va organitzar bianualment juntament amb el Royal Western Yacht Club entre Plymouth i Sant Sebastià.

## Activitat Esportiva
El club té seccions i escoles de vela, piragüisme i busseig.
Ha guanyat en dues ocasions el Trofeu de l'Associació Espanyola de Clubs Nàutics (2001 i 2008).